# Todo Mundo Tem Problemas Sexuais
Todo Mundo Tem Problemas Sexuais é uma peça de 2008, dirigido por Domingos de Oliveira. Uma comédia do diretor que ocupou o DirecTV Music Hall, em Moema, por três noites.
"É minha estréia no espetáculo, não a estréia do espetáculo",
Maria Paula Fidalgo flerta cada vez mais com o teatro.
Uma comédia do diretor Domingos Oliveira que ocupou o DirecTV Music Hall, em Moema, por três noites.
Maria Paula Fidalgo disse sobre a peça: "É minha estréia no espetáculo, não a estréia do espetáculo", avisa aos amigos. A comédia é apresentada desde 2000, com algumas mudanças no elenco.
Maria Paula, na época com 32, se desdobra em vários personagens, como a "loira gostosona" que assanha o colega atrás do balcão de uma farmácia ou a quarentona católica fervorosa atentada pelo chefe.
São seis quadros, seis histórias extraídas da coluna que o psicanalista Alberto Goldin assina no jornal "O Globo". Os títulos de cada uma dão a medida dos embates e deleites amorosos: "Sedução", "Fidelidade", "Impotência", "Perversão", "Desejo" e "Preferências Sexuais".
Goldin costurou o texto a quatro mãos com Domingos de Oliveira, que já se mostrou um expert em relacionamentos no cinema ("Todas as Mulheres do Mundo", "Separações" etc.).
As cenas são protagonizadas sempre por um homem e uma mulher, não necessariamente heterossexuais. Um segundo casal, amantes-conselheiros, pontuam os ditos problemas sexuais ou a ausência deles.
O elenco, além de Maria Paula, é formado por: Priscila Rozenbaum, Ludmila Rosa, Orã Figueiredo e Ricardo Kosovski.